# Scott 3
| Recensione | Giudizio |
| ---------- | -------- |
| AllMusic   | [ 1 ]    |
| Pitchfork  | 8.5/10   |

Scott 3 è il terzo album in studio del cantautore statunitense Scott Walker, pubblicato originariamente dalla Philips Records nel 1969. Rispetto ai due precedenti Scott e Scott 2, registrò vendite più basse, mentre il pubblico lottò per tenere il passo con l'approccio sempre più sperimentale alla musica pop di Walker. Gli arrangiamenti densi e rigogliosi di Wally Stott infatti sembravano evocare un'atmosfera da crooner da salotto in stile Las Vegas e tuttavia erano "sporcati" da passaggi inusitati e dissonanze.
Con il tempo, è diventato una delle più apprezzate opere del cantante. Il titolo della compilation  Fire Escape in the Sky: The Godlike Genius of Scott Walker  è tratto dal testo della canzone Big Louise e il documentario del 2006  Scott Walker: 30 Century Man  prende il nome da 30 Century Man.
Una cover di quest'ultimo brano di Jigsaw Seen è stata usata nel film d'animazione Futurama - Il colpo grosso di Bender. Marc Almond invece re-interpretò il primo nel 1982 con la sua band Marc and the Mambas per l'album  Untitled .
Le ultime tre tracce sono cover di composizioni di Jacques Brel.

## Lista delle tracce
Testi e musiche di Noel Scott Engel, eccetto dove indicato.
1. It's Raining Today – 4:02
2. Copenhagen – 2:22
3. Rosemary – 3:22
4. Big Louise – 3:10
5. We Came Through – 1:59
6. Butterfly – 1:42
7. Two Ragged Soldiers – 3:07

1. 30 Century Man – 1:29
2. Winter Night – 1:45
3. Two Weeks Since You've Gone – 2:48
4. Sons Of – 3:45 (Gérard Jouannest, Jacques Brel, Mort Shuman)
5. Funeral Tango – 2:56 (Jouannest, Brel, Shuman)
6. If You Go Away – 4:57 (Brel, Rod McKuen)

La prima edizione in vinile distribuita dalla Smash era priva di 30 Century Man, che venne sostituita da Lights of Cincinnati, un singolo britannico dello stesso periodo. La copertina era inoltre diversa da quella della pubblicazione della Philips.

## Formazione
- Scott Walker - voce, arrangiatore
- Wally Stott - arrangiatore e conduttore di tutte le canzoni ad eccezione di 30 Century Man e Funeral Tango
- Peter Knight - arrangiatore e conduttore di Funeral Tango

## Pubblicazioni
| Paese                 | Data             | Etichetta         | Formato | Catalogo  |
| --------------------- | ---------------- | ----------------- | ------- | --------- |
| Regno Unito           | marzo 1969       | Philips           | LP      | SBL 7882  |
| Stati Uniti d'America | giugno 1969      | Smash             | LP      | SRS 67121 |
| UK                    | 22 giugno 1992   | Fontana           | CD      | 510 881-2 |
| UK                    | 5 giugno 2000    | Fontana           | HDCD    | 510 881-2 |
| US                    | 15 febbraio 2008 | 4 Men With Beards | LP      | 4M151     |

## Posizione in classifica
| Classifica            | Posizione |
| --------------------- | --------- |
| Official Albums Chart | 3         |